# Сорган-Шира
Сорган-Шира, Соркан-Ширэ, Сорган-Ширай, Торган Шира, Шорканшира (монг. Сорхон Шира) — один из девяти нукеров — ближайших сподвижников Чингисхана, нойон-тысячник из рода сулдус, до службы у монгольского хана состоявший батраком при одном из тайджиутских предводителей Тодоене-Гиртэ.

## Биография
Сорган-Шира впервые появляется в «Сокровенном сказании монголов», когда Тэмуджину удаётся сбежать из тайджиутского плена. Проезжавший мимо Сорган-Шира приметил спрятавшегося в речной заводи юношу, но успокоил, пообещав не выдавать. Несколько раз Сорган-Шира уговаривал преследователей продолжить поиски беглеца в другом месте.
Как только тайджиуты разошлись, Тэмуджин направился к юрте своего спасителя, надеясь на дальнейшую помощь. Испугавшись возможного разоблачения, Сорган-Шира собрался было выгнать Тэмуджина, но за юношу вступились сыновья батрака —
Чилаун и Чимбай. Они сняли и сожгли колодку, в которую был закован Тэмуджин, а его самого спрятали в ворохе овечьей шерсти, поручив присматривать за беглецом младшей сестре Хадаан.
На третий день тайджиуты, убеждённые в том, что Тэмуджина скрывает кто-то из своих, начали обыскивать соплеменников; дошла очередь и до Сорган-Ширы. Как только проводившие обыск люди начали разбирать овечью шерсть, где прятался Тэмуджин, Сорган-Шира снова уговорил их прекратить поиски, объясняя это тем,  что в такую жару невозможно усидеть под шерстью. Тайджиуты поверили словам батрака и ушли. После окончания поисков Сорган-Шира накормил Тэмуджина, дал ему лошадь и оружие и отправил домой. 
В 1201 году Тэмуджин (к тому моменту уже принявший титул Чингисхана) выступил против тайджиутов. На следующий день после сражения тайджиутское войско разбежалось, оставив многих людей, среди которых оказался и Сорган-Шира со своей семьёй. Вместе со стрелком Джиргоадаем (позже ставшим известным военачальником Джэбэ) Сорган-Шира пришёл к Чингисхану. За тайджиутами была устроена погоня; согласно Рашид ад-Дину, сын Сорган-Ширы Чилаун во время неё убил тайджиутского предводителя Таргутая-Кирилтуха, насквозь пронзив копьём.   
На всемонгольском курултае 1206 года, провозгласившем создание Монгольской империи, Сорган-Шира вошёл в число девяноста пяти человек, пожалованных в нойоны-тысячники Чингисханом. Позже им же Сорган-Шире и его сыновьям было позволено пользоваться всей найденной в боях или на охоте добычей в качестве благодарности за свои заслуги.
Сыновья Сорган-Ширы Чилаун и Чимбай были командирами личной гвардии Чингисхана — кешиктена. Потомками Чилауна была основана династия Чобанидов, представители которой занимали высокие должности в улусе Хулагу, а впоследствии основали собственное государство на территории Иранского Азербайджана.

## Образ
Литература
- «Чёрный волк» — роман немецкого писателя Курта Давида (1966);
- «Жестокий век» — роман советского писателя И. К. Калашникова (1978);
- «Волк равнин» — роман английского писателя Конна Иггульдена (2007).

Кинематограф
- «Чингисхан» (Гонконг; 1987 год);
- «Чингисхан» (Китай; 2004 год);
- «Монгол» (Россия, Германия, Казахстан; 2007 год);
- «Тайна Чингис Хаана» (Россия, Монголия, США; 2009 год).